# Xã Plain Grove, Quận Lawrence, Pennsylvania
Xã Plain Grove (tiếng Anh: Plain Grove Township) là một xã thuộc quận Lawrence, tiểu bang Pennsylvania, Hoa Kỳ. Năm 2010, dân số của xã này là 813 người.